# Сычуаньская впадина
Сычуа́ньская впа́дина, Сычуа́ньская котлови́на, Кра́сный бассе́йн (кит. 四川盆地) — межгорная впадина на юго-западе Китая, расположенная между хребтами Циньлин и Дабашань на севере и Юньнань-Гуйчжоуским нагорьем на юге. Включает в себя центральную и восточную области провинции Сычуань, а также город центрального подчинения Чунцин. Среди других крупных городов — Чэнду, Мяньян, Лэшань и Цзыгун.

## География и геология
Сычуаньская впадина располагается в среднем течении реки Янцзы, которая протекает по её южной части. Несколько крупных рек сливаются с Янцзы на территории впадины, в том числе реки Миньцзян и Цзялинцзян. Кроме того, на территории впадины находится исток ещё одного крупного притока Янцзы — реки Тоцзян.
Со всех сторон впадина окружена горами. Внутри находятся низкие плосковершинные холмы относительной высотой 50—100 м и аллювиальные равнины. Сейсмически активный разлом Лунмэньшань, который вызвал разрушительное Сычуаньское землетрясение в 2008 году, проходит по западному краю долины, отделяя её от Сино-Тибетских гор.
Площадь впадины составляет около 200 тыс. км². Сложена породой мощностью до 4 км из красноватых песчаников, чем объясняется название. Высота у северных краёв составляет до 1000 м над уровнем моря, к долине Янцзы понижается до 400—500 м.
Сычуаньская впадина является основным газодобывающим регионом Китая. Также имеются ресурсы каменной соли и полиметаллических руд.

## Климат и растительность
Климат субтропический муссонный, зима тёплая, а лето знойное и очень влажное. Частая облачность и туманы обуславливают относительно малое для субтропического климата количество прямого солнечного света, меньше чем в Москве или Лондоне, сравнимое с атлантическим побережьем Норвегии. Уровень осадков варьируется от 800 до 1750 мм в год.
От холодных северных ветров Сычуаньская впадина защищена горами, поэтому в регионе развито круглогодичное сельское хозяйство. Выращиваются пшеница, рис, табак, чай, цитрусовые и плодовые культуры. Широко используется террасирование склонов, благодаря которым впадина знаменита своими рисовыми полями.
Из-за развития агропромышленной отрасли широколиственные и хвойные леса, некогда покрывавшие впадину, практически исчезли. В нижнем поясе гор распространён дуб и кастанопсис, а выше 2200 м — хвойно-широколиственные и пихтовые.
В Сычуаньской впадине в 1944 году обнаружили метасеквойю (Metasequoia glyptostroboides), которую ранее полагали вымершим родом.
Сычуаньская впадина уникальна не только в географическом, но и в культурно-языковом плане.